# Novoselytsia
Novoselytsia (em ucraniano:   Новоселиця) é uma cidade da Ucrânia, situada no Oblast de Chernivtsi. Tem 6,47 km² de área e sua população em 2020 foi estimada em 7.566 habitantes.